# Slatina (Nový Jičín-i járás)
Slatina település Csehországban, Nový Jičín-i járásban. Slatina Bílovec, Tísek és Skřipov településekkel határos. Lakosainak száma 767 fő (2024. január 1.).

## Népesség
A település lakosságának változását az alábbi diagram mutatja:
| Lakosok száma | 735  | 737  | 809  | 679  | 720  | 679  | 770  | 782  | 774  | 767  |
|               | 1869 | 1890 | 1921 | 1950 | 1980 | 2001 | 2017 | 2019 | 2022 | 2024 |